# Тхапангтхонг

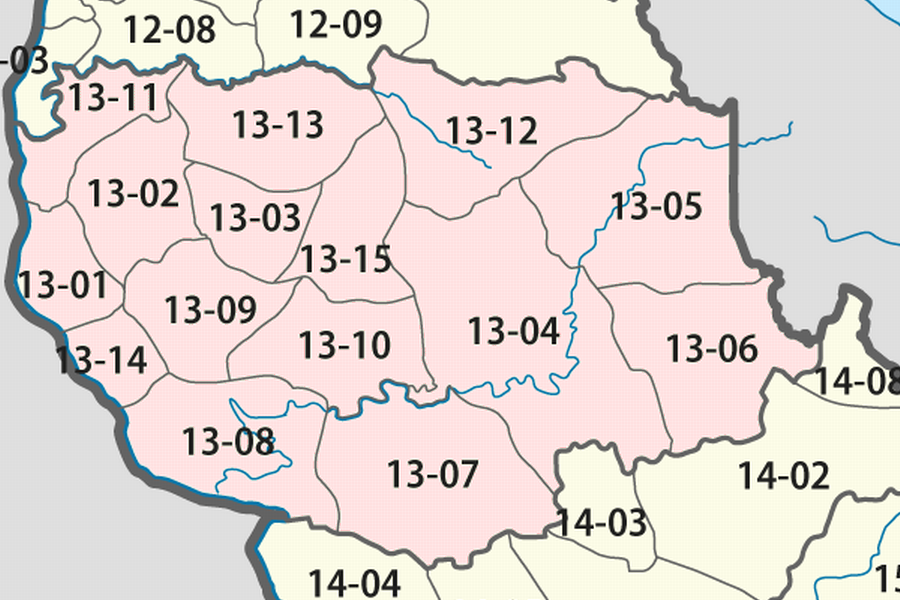
Число 13-07

Тхапангтхонг — один з районів (лаос. ເມືອງ муанг) провінції Саваннакхет, Лаос.